# Лубяна
Лубяна (пол. Łubiana, нім. Lubianen) — село в Польщі, у гміні Косьцежина Косьцерського повіту Поморського воєводства.
Населення — 2215 осіб (2011).
У 1975-1998 роках село належало до Гданського воєводства.

## Демографія
Демографічна структура станом на 31 березня 2011 року:
|          | Загалом | Допрацездатний вік | Працездатний вік | Постпрацездатний вік |
| -------- | ------- | ------------------ | ---------------- | -------------------- |
| Чоловіки | 1103    | 270                | 766              | 67                   |
| Жінки    | 1112    | 253                | 717              | 142                  |
| Разом    | 2215    | 523                | 1483             | 209                  |